# Обгортання
Обгортання — одна з процедур таласотерапії.
Засоби, що їх застосовують для обгортань, найчастіше виготовлені на основі морепродуктів. Морські водорості і грязі — найважливіші з них.
Вплив обгортань:
- зменшення целюліту;
- підвищення тонусу шкіри;
- загальнозміцнювальний ефект для всього організму;
- лікування конкретних захворювань.

## Обгортання водоростями
Для проведення водоростевих обгортань використовують бурі морські водорості ламінарію, фукус і їх субстанції. Існує три різновиди водоростевих обгортань: обгортання цільними листовими водоростями, обгортання мікронізованими водоростями і альгінатние обгортання.

## Грязьові обгортання
По механізму дії обгортання діляться на гарячі і холодні та ізотермічні, тобто аналогічні температурі людського тіла.

## Типи обгортань
- Водоростеві
- Шоколадне
- Термічні
- Кріо-обгортання
- Пластифікуючі (ліфтинг)
- Мінералізуючі
- Грязьові
- Глиною (морською)
- Для схуднення
- Антицелюлітні
- Загальнозміцнюючі